# 蒲原氏霞鯊
蒲原氏霞鯊（學名：Centroscyllium kamoharai），又名蒲原氏刺狗鮫，是霞鯊屬下所知甚少的鯊魚，目前只在日本本州駿河湾的西太平洋發現。
蒲原氏霞鯊沒有臀鰭，第二背鰭鰭棘較第一背鰭的為大，第一背鰭亦較少，吻鈍，大眼睛及鼻孔，小齒分佈較疏，身體呈深色而鰭端白色。牠們身體很肥壯及可達40厘米。
現時對蒲原氏霞鯊所知甚少。